# FIA GT Championship
FIA GT Championship – europejska seria wyścigów GT, powstała z inicjatywy Stéphane Ratel Organisation i Fédération Internationale de l’Automobile jako mistrzostwa świata wyścigów Grand tourer. W tych mistrzostwach uczestniczą dwie kategorie pojazdów, w FIA GT walczyły dwa rodzaje pojazdów GT – GT1 oraz GT2. Dystans początkowo w tych mistrzostwach składał się z  wyścigów trwających 3 lub 4 godziny. Od 1998 roku dystans wynosił 500 km lub  1000 km na przykład na Suzuce. Od 2001 roku dołączył także wyścig 24h Spa-Francorchamps. Od sezonu 2007 do rozwiązania tych mistrzostw dystans ten wynosił przynajmniej 2 godziny.

## Historia
W 1996 BPR Global GT Series zamieniono na FIA GT Championship. W 1997 roku zbudowano serię, w której są te same klasy co w sezonie 1996. Dodano do kalendarza także wyścigi 3 godzinne na torach Helsinki Thunder, Mazda Raceway Laguna Seca oraz na Sebring International Raceway. W sezonie 1999 nie było podziału na klasy, tylko była jedna GT. Podział ten wrócił w sezonie 2000. Od 2001 odbywał się wyścig 24h Spa-Francorchamps. Od 2007 (oprócz 24h Spa-Francorchamps) startowało w jednej załodze dwóch kierowców. Wcześniej zwykle startowało 3 kierowców. W 2009 roku zdecydowano o oddzieleniu dwóch kategorii (GT1 i GT2).  GT1 miało od sezonu 2010 mistrzostwa świata.

## Zwycięzcy sezonów FIA GT Championship

### Kierowcy
| Sezon | Kategoria                               | Kategoria                            |
| Sezon | GT1/GT/GT1                              | GT2/N-GT/GT2                         |
| ----- | --------------------------------------- | ------------------------------------ |
| 1997  | Bernd Schneider                         | Justin Bell                          |
| 1998  | Klaus Ludwig Ricardo Zonta              | Olivier Beretta Pedro Lamy           |
| 1999  | Olivier Beretta Karl Wendlinger         | Olivier Beretta Karl Wendlinger      |
| 2000  | Julian Bailey Jamie Campbell-Walter     | Christophe Bouchut Patrice Goueslard |
| 2001  | Christophe Bouchut Jean-Philippe Belloc | Christian Pescatori David Terrien    |
| 2002  | Christophe Bouchut                      | Stéphane Ortelli                     |
| 2003  | Thomas Biagi Matteo Bobbi               | Stéphane Ortelli Marc Lieb           |
| 2004  | Fabrizio Gollin Luca Cappellari         | Sascha Maassen Lucas Luhr            |
| 2005  | Gabriele Gardel                         | Marc Lieb Mike Rockenfeller          |
| 2006  | Michael Bartels Andrea Bertolini        | Jaime Melo                           |
| 2007  | Thomas Biagi                            | Dirk Müller Toni Vilander            |
| 2008  | Michael Bartels Andrea Bertolini        | Gianmaria Bruni Toni Vilander        |
| 2009  | Michael Bartels Andrea Bertolini        | Richard Westbrook                    |

### Zespoły
| Sezon | Kategoria                 | Kategoria                 |
| Sezon | GT1/GT/GT1                | GT2/N-GT/GT2              |
| ----- | ------------------------- | ------------------------- |
| 1997  | AMG-Mercedes              | Chrysler Viper Team Oreca |
| 1998  | AMG-Mercedes              | Chrysler Viper Team Oreca |
| 1999  | Chrysler Viper Team Oreca | Chrysler Viper Team Oreca |
| 2000  | Lister Racing             | Larbre Compétition        |
| 2001  | Larbre Compétition        | JMB Competition           |
| 2002  | Larbre Compétition        | Freisinger Motorsport     |
| 2003  | BMS Scuderia Italia       | Freisinger Motorsport     |
| 2004  | BMS Scuderia Italia       | Freisinger Motorsport     |
| 2005  | Vitaphone Racing Team     | GruppeM Racing            |
| 2006  | Vitaphone Racing Team     | AF Corse                  |
| 2007  | Vitaphone Racing Team     | AF Corse Motorola         |
| 2008  | Vitaphone Racing Team     | AF Corse                  |
| 2009  | Vitaphone Racing Team     | AF Corse                  |